# Bitwa pod Nepheris
Bitwa pod Nepheris – starcie zbrojne, które miało miejsce w roku 149 p.n.e.

## Tło
W trakcie walk o Kartaginę w roku 149 p.n.e. doszło do starcia w polu w pobliżu miasta Nepheris nad rzeką Qued Bon Abid. Starły się tu wojska rzymskie pod wodzą konsula Maniliusza z armią polową Hazdrubala syna Giskona.

## Przebieg
Rzymianie dysponujący przewagą liczebną obrali kierunek ku miastu Nepheris, gdzie znajdowała się główna baza Hazdrubala. Legioniści maszerowali przez wyjątkowo trudny, poprzecinany parowami i strumieniami teren, pod okiem czujnych zwiadowców kartagińskich. Po dojściu do rzeki Qued Bon Abid, Rzymianie rozpoczęli przeprawę a krótko później zostali zaatakowani przez wojska kartagińskie. Część wojska rzymskiego, która już się przeprawiła została rozbita. 
Po tym sukcesie Hazdrubal obawiając się ataku pozostałych wojsk Maniliusza wycofał się na pobliskie wzgórza. Zaskoczeni atakiem Rzymianie nie kontynuowali przeprawy, również wycofując się. Wykorzystał to Hazdrubal, który pchnął w ich kierunku jazdę, która zadała znaczne straty rozproszonym żołnierzom rzymskim. Zginęło m.in. trzech trybunów. Rzymian uratował przed klęską atak jazdy Publiusza Scypiona, który osłonił uciekające wojska Maniliusza. Po bitwie rozbite oddziały konsula powróciły do obozu. 